# Беренс, Маня
Маня Беренс (нем. Manja Behrens, настоящее имя Маня фон Аппен (Manja von Appen); 12 апреля 1914, Дрезден — 18 января 2003, Берлин) — немецкая актриса, любовница Мартина Бормана.

## Биография
Маня Беренс родилась в семье адвоката и нотариуса и актрисы при дворе короля Саксонии Марии Лихтенегг. С 1930 года брала частные уроки актёрского мастерства у Вальдемара Штегемана, а впоследствии у Эриха Понто. В 1935 году Маня дебютировала в дрезденском государственном театре в постановке «А Пиппа танцует!» (по Г. Гауптману) и на следующее утро проснулась знаменитой.
С небольшими перерывами в 1935—1953 годах Маня Беренс служила в дрезденском государственном театре, поначалу выступая в амплуа молодой и наивной любовницы, а впоследствии в классических ролях. Благодаря посредничеству австрийского актёра Адольфа Вольбрюка Маня Беренс получила первую роль в фильме «Сильнее параграфов» с гонораром в 2000 рейхсмарок. За этой ролью последовал контракт на участие в новом фильме «Сусанна и старцы», но затем министерством пропаганды на дальнейшие киносъёмки с участием Мани Беренс был наложен запрет. Беренс вновь вернулась на театральную сцену Дрездена. На одном из приёмов Маня Беренс познакомилась с Мартином Борманом и стала его постоянной любовницей.
По окончании Второй мировой войны Беренс играла в современных пьесах на дрезденской сцене и в Театре на Шиффбауэрдамм, а в 1953 году перешла на работу в берлинский театр Фольксбюне, где познакомилась со своим будущим мужем театральным художником Карлом фон Аппеном, за которого она вышла замуж в 1958 году.
Роман Мани Беренс с Мартином Борманом получил огласку в середине 1960-х годов благодаря исследованиям британского историка Хью Тревора-Ропера, работавшего с дневниками Бормана и идентифицировавшего «М.» как Маню Беренс. О «тайной» связи во всех подробностях рассказал журнал Bunte. На 20 лет Мане Беренс было запрещено сниматься в кино.
В 1967 году Маня Беренс перешла на работу в Театр имени Максима Горького, где она прослужила в течение 25 лет вплоть до объединения Германии. В 1974 году Маня Беренс стала лауреатом Премии ГДР за заслуги в области искусства и литературы. Запрет на съёмки в кино действовал до 1980 года, после чего Маня Беренс снялась в нескольких кинофильмах производства ГДР и телевизионных фильмах производства ФРГ. Кроме этого Маня Беренс участвовала в постановках венского Бургтеатра, Бернского государственного театра и Ингольштадтского городского театра.